# پالوما لازارو
پالوما لازارو (انگلیسی: Paloma Lázaro؛ زادهٔ ۲۸ سپتامبر ۱۹۹۳) بازیکن فوتبال اهل اسپانیا است.
وی همچنین در تیم‌های ملی فوتبال Spain women's national under-17 football team و Spain women's national under-19 football team بازی کرده‌است.